# Jack Dragna

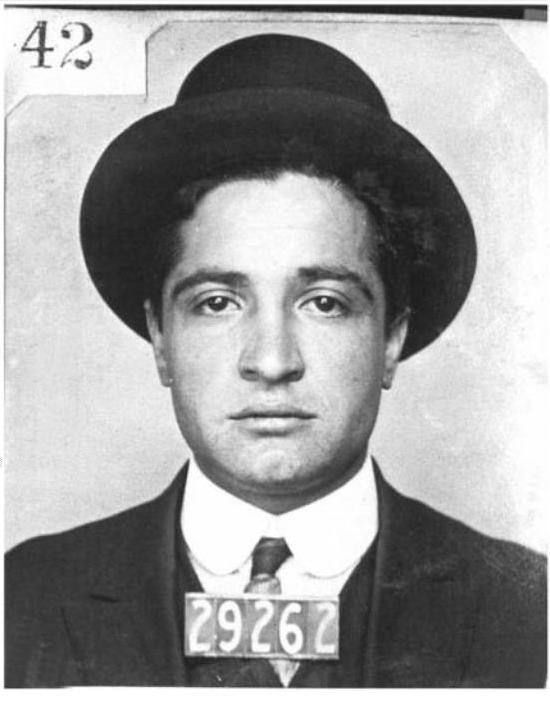
Jack Dragna (1915, Fahndungsfoto)

Jack Ignatius Dragna, geboren als Ignazio Dragna (* 18. April 1891 in Corleone, Sizilien; † 23. Februar 1956 in Los Angeles, Kalifornien), war ein italoamerikanischer Mafioso, der im 20. Jahrhundert sowohl auf Sizilien für die originäre Cosa Nostra als auch in den Vereinigten Staaten für die US-amerikanische Cosa Nostra tätig war; auf Sizilien vor allem als Erpresser. Während der Prohibition in den Vereinigten Staaten war er ein bekannter „Bootlegger“ in Kalifornien und ab 1931 lokaler Boss der „Los Angeles Crime Family“.

## Leben

### Frühe Jahre
Ignazio Dragna war der Sohn von Francesco Paolo Dragna and Anna Dragna. Am 18. Oktober 1898 traf er mit seiner Mutter, seiner älteren Schwester Giuseppa und seinem älteren Bruder Gaetano an Bord der SS Alsatia in den USA ein. Zusammen mit der Familie von Antonio Rizzotti gingen sie zunächst nach Brooklyn. Dragna kehrte allerdings nach zehn Jahren wieder nach Sizilien zurück, trat in die italienische Armee ein und wurde offenbar Mitglied der originären Mafia: der sizilianischen Cosa Nostra.
1914 kehrte er nach New York City zurück; offenbar hatte er eine Vereinbarung mit Gaetano Reina getroffen und führte seine eigene Gruppe in den Stadtbezirken Manhattan und Bronx. Er wurde im gleichen Jahr mit dem Mord an Bernard Baff in Verbindung gebracht, woraufhin er nach Kalifornien floh und den Namen Charles Dragna annahm. Trotz seiner Rückführung nach New York kam es zu keiner Anklage.
1915 wurde er wegen Erpressung in Long Beach zu drei Jahren Haft verurteilt; ab dieser Zeit benutzte der den Namen Ignazio Rizzoto.
Nach seiner Haft arbeitete er eng mit Joseph Ardizzone zusammen; einem bekannten Mobster in Los Angeles. Während der Alkoholprohibition nannte er sich dann Jack Ignazio Dragna und sein Bruder Gaetano wurde zu Tom Dragna. 1922 heiratete er Francesca Rizzotto.

### Oberhaupt in Los Angeles
Nach dem Krieg von Castellammare wurde die Mafia neu organisiert. In der Regel standen alle Familien der La Cosa Nostra in Abhängigkeit entweder zu den Fünf Familien aus New York oder dem Chicago Outfit. Die Führer dieser sechs Banden bildeten die Kommission – das oberste Exekutivorgan der Mafia. Es hing von der Persönlichkeit, den Beziehungen und dem Einfluss des jeweiligen lokalen Oberhauptes ab, wie eigenständig er handeln konnte. Nach 1931 löste Dragna Joseph Ardizzone ab, der – wie einige andere Mustache Petes auch – kaltgestellt wurde. Möglicherweise hat Dragna auch den Mord an Ardizzone zu verantworten; dieser verschwand 1931 spurlos. Sein Bruder Tom galt zwar als sein Consigliere; war aber weniger in die Aktivitäten der Familie verstrickt als dessen Sohn Louis Tom Dragna.
Mit Dragna erhofften sich die führenden Familien der Ostküste größeren Einfluss an der Westküste der USA, da nach dem Ende der Prohibition verstärkt in das Glücksspiel investiert werden sollte. So wurden Spiele auf Schiffe verlegt, um dort vor Razzien sicher zu sein. In der Stadt Los Angeles beherrschte Dragna mit seiner Los-Angeles-Familie im Prinzip das illegale Glücksspiel.
Das klassische Geschäft – wie u. a. Schutzgelderpressung – wurde weiterhin betrieben und es gab auch Aktivitäten im Drogenschmuggel; insbesondere mit Heroin. Es bestand eine enge Zusammenarbeiten mit Gangstern und Mobstern wie Girolamo „Momo“ Adamo und John Roselli vom Chicago Outfit.

### Bugsy Siegel und Mickey Cohen
In New York bestand eine enge Zusammenarbeit von Lucky Luciano, Boss der später als Genovese-Familie klassifizierten Mafiafamilie, und dessen Jugendfreund, dem Kosher Nostra Meyer Lansky. Lansky hatte die Italiener davon überzeugt, verstärkt in das Glücksspiel zu investieren und dabei kooperativ vorzugehen, anstatt in klassischer Weise Städte und Gebiete einzelnen Familien zuzuordnen.
Bugsy Siegel wurde an die Westküste geschickt, um diese gemeinsamen Glücksspielaktivitäten zu organisieren. Auf direkte Anweisung Lucianos arbeitete deshalb Dragna eng mit Siegel zusammen und beide organisierten die Übernahme und den Ausbau des „Trans-America Race Wire Services“, welcher den Wettern und Buchmachern Informationen von den Pferderennplätzen lieferte.
Als allerdings im Juni 1947 Siegel ermordet wurde – er hatte sich beim Bau des Casino Flamingo verhoben –, war Dragna nicht mehr bereit, eine ähnliche Dominanz durch Mickey Cohen – Bodyguard und Nachfolger von Siegel – zu akzeptieren. Auf Cohen wurden zahlreiche Mordanschläge verübt. 1949 wurden zwei Bombenattentate auf dessen Haus in der Moreno Avenue in Brentwood verübt. Im Wagen sitzend wurde Cohen beschossen und im August 1949 vor einem Restaurant angegriffen, wobei seine Begleiter – sein damaliger Bodyguard und ein Filmsternchen – schwer verletzt wurden. Cohen selbst wurde an der Schulter getroffen.
Auch gegen andere Kosher Nostras wie Moe Sedway und Doc Stacher ging Dragna gewalttätig vor. Als Lansky deshalb Tommy Lucchese darauf ansprach, kam es zunächst zu keiner Lösung. Lansky suchte aber nicht den Konflikt, sondern bot Jack Dragna eine Beteiligung am Flamingo an, was dieser jedoch ablehnte.

### Letzte Jahre

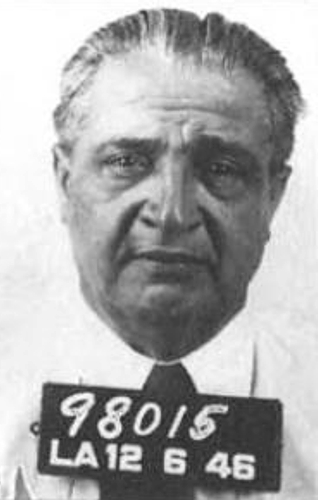
Jack Dragna – Mugshot

In den 1950er Jahren begann das Los Angeles Police Department unter William H. Parker eine Kampagne gegen das organisierte Verbrechen und auch Jack Dragna geriet in das Visier der Ermittler. Dragna und seine Männer wurden nun des Öfteren verhaftet. Als 1953 Dragnas Ehefrau Francesca starb, ließ das Interesse von Dragna nach, weiterhin Oberhaupt in Los Angeles zu bleiben.
Die Justiz hatte schließlich genug Material gegen Dragna gesammelt und 1953 wurde Dragnas Abschiebung nach Sizilien beschlossen, da er nie Bürger der USA geworden war. Insbesondere war er z. B. 1932 illegal über die mexikanische Grenze in die USA zurückgekehrt. Gegen seine Abschiebung ging Dragna juristisch vor und es gelang ihm, bis zu seinem Tod in Kalifornien zu bleiben.
Am 23. Februar 1956 starb Jack Dragna an Herzversagen in Los Angeles und wurde auf dem Friedhof Calvary Cemetery in East Los Angeles beigesetzt.

## Nachlass
Jack Dragna hinterließ zwei Kinder; einen Sohn, Frank Paul Dragna, der an der University of Southern California (USC) studiert hatte und ein Veteran des Zweiten Weltkrieges war, und eine Tochter, Anna Rosalia Dragna, die ihren Nachnamen nach ihrer Heirat in Niotta änderte.
Sein Nachfolger als Oberhaupt wurde Frank A. DeSimone, der jedoch nicht dessen Sitz in der „Kommission“ des National Crime Syndicate erhielt. Die Interessen der Familie aus Los Angeles wurden dort nun durch das Chicago Outfit wahrgenommen.

## Adaptionen
- 1991: Bugsy; Film über Film die letzten zehn Jahre von Bugsy Siegel. Jack Dragna wird gespielt von Richard C. Sarafian.
- 2013: Gangster Squad; Film über die „Gangster Squad“ und ihren Kampf gegen Mickey Cohen. Jack Dragna wird gespielt von Jon Polito.
- 2013: Mob City; Serie über das LAPD und Mobster der 1940er Jahre in Los Angeles. Jack Dragna wird gespielt von Paul Ben-Victor.